# Kana Kitaharaová
Kana Kitaharaová (japonsky 北原 佳奈, * 17. prosince 1988 Šizuoka) je japonská fotbalistka.

## Reprezentační kariéra
Za japonskou reprezentaci v letech 2013 až 2015 odehrála 9 reprezentačních utkání. Byla členkou japonské reprezentace i na Mistrovství světa ve fotbale žen 2015.

## Statistiky
| Japonsko | Japonsko | Japonsko |
| Roky     | Záp.     | Góly     |
| -------- | -------- | -------- |
| 2013     | 1        | 0        |
| 2014     | 6        | 0        |
| 2015     | 2        | 0        |
| Celkem   | 9        | 0        |

## Úspěchy

### Reprezentační
- Mistrovství světa:  2015